# Wereldkampioenschappen badminton 2005
De veertiende wereldkampioenschappen badminton werden in 2005 in Anaheim, Verenigde Staten gehouden in de Arrowhead Pond. Het toernooi, dat werd gehouden van 15 tot en met 21 augustus, werd destijds georganiseerd door de International Badminton Federation (IBF), de huidige Badminton World Federation (BWF). Er werd gestreden om vijf titels, te weten:
- Mannen enkelspel
- Vrouwen enkelspel
- Mannen dubbelspel
- Vrouwen dubbelspel
- Gemengd dubbelspel

## De kampioenen
De regerend olympisch kampioen, Taufik Hidayat uit Indonesië won het enkelspel bij de mannen. Hij won in de finale van de Chinees Lin Dan, De Deen Peter Gade en de Maleisiër Lee Chong Wei wonnen brons.
Bij de vrouwen won Xie Xinfang het goud door in de finale van landgenote en olympisch kampioene Zhang Ning te winnen. Brons was er voor de Duitsers Xu Huaiwen en Shao-Chieh Cheng uit Chinees Taipei.
In het dubbelspel bij de vrouwen wonnen was China de grote winnaar. De Olympische kampioenen Zhang Jiewen/Yang Wei wonnen van landgenoten Gao Ling/Huang Sui.
In het gemengd dubbel moest het als eerste geplaatste team Nathan Robertson/Gail Emms uit Engeland vlak voor het toernooi afzeggen wegens een blessure. De Indonesiërs Nova Widianto en Lilyana Natsir wonnen van het Chinese duo Xie Zhongbo/Zhang Yawen. Zhang Yawen was de enige speler die tijdens deze kampioenschappen twee medailles won.

## Belgische deelnemers
De Belgische deelnemers zetten een behoorlijke prestatie neer door allemaal de tweede ronde te behalen.
| Naam                           | Onderdeel          | Resultaat | Tegenstanders (uitslagen)                                                                             |
| ------------------------------ | ------------------ | --------- | --- |
| Nathalie Descamps              | vrouwen enkelspel  | 2e ronde  | 1R: Rachel Hindley (11-4, 9-11, 11-9) 2R: Xu Huaiwen (2-11, 4-11)                                     |
| Wouter Claes Frederic Mawet    | mannen dubbelspel  | 2e ronde  | 1R: Miha Horvat / Gasper Plestenjak (15-6, 15-4) 2R: Thomas Laybourn / Peter Steffensen (6-15, 7-15)  |
| Wouter Claes Nathalie Descamps | gemengd dubbelspel | 2e ronde  | 1R: Thomas Quere / Elodie Eymard (15-7, 15-8) 2R: Thomas Laybourn / Kamilla Rytter Juhl (10-15, 4-15) |

## Nederlandse deelnemers
Voor Nederland kwamen de volgende deelnemers in actie.
| Naam                                     | Onderdeel          | Resultaat | Tegenstanders (uitslagen)                                                                               |
| ---------------------------------------- | ------------------ | --------- | --- |
| Dicky Palyama                            | mannen enkelspel   | 1e ronde  | 1R: Shoji Sato (10-15, 8-15)                                                                            |
| Eric Pang                                | mannen enkelspel   | 2e ronde  | 1R: Shai Geffen (15-9, 15-2) 2R: Taufik Hidayat (5-15, 6-15)                                            |
| Mia Audina                               | vrouwen enkelspel  | 3e ronde  | 1R: Helen Reino (11-0, 11-1) 2R: Maja Kersnik (11-0, 11-2) 3R: Xie Xingfang (4-11, 13-11, 8-11)         |
| Yao Jie                                  | vrouwen enkelspel  | 3e ronde  | 1R: geen wedstrijd 2R: Charmaine Reid (11-1, 11-6) 3R: Kaori Mori (3-11, 13-11, 8-11)                   |
| Rachel van Cutsen Paulien van Dooremalen | vrouwen dubbelspel | 1e ronde  | 1R: Cheng Shao-chieh / Cheng Hsiao-yun (11-15, 1-15)                                                    |
| Jurgen Wouters Paulien van Dooremalen    | gemengd dubbelspel | 2e ronde  | 1R: Gasper Plestenjak / Maja Kersnik (17-16, 15-7) 2R: Kennevic Asuncion /Kennie Asuncion (13-15, 9-15) |

## Medaillewinnaars
| Onderdeel          | Goud                         | Zilver                       | Brons                                    |
| ------------------ | ---------------------------- | ---------------------------- | ---------------------------------------- |
| Mannen enkelspel   | Taufik Hidayat               | Lin Dan                      | Peter Gade                               |
| Mannen enkelspel   | Taufik Hidayat               | Lin Dan                      | Lee Chong Wei                            |
| Vrouwen enkelspel  | Xie Xingfang                 | Zhang Ning                   | Xu Huaiwen                               |
| Vrouwen enkelspel  | Xie Xingfang                 | Zhang Ning                   | Cheng Shao-Chieh                         |
| Mannen dubbelspel  | Tony Gunawan Howard Bach     | Candra Wijaya Sigit Budiarto | Luluk Hadiyanto Alvent Yulianto          |
| Mannen dubbelspel  | Tony Gunawan Howard Bach     | Candra Wijaya Sigit Budiarto | Chan Chong Ming Koo Kien Keat            |
| Vrouwen dubbelspel | Yang Wei Zhang Jiewen        | Gao Ling Huang Sui           | Zhang Dan Zhang Yawen                    |
| Vrouwen dubbelspel | Yang Wei Zhang Jiewen        | Gao Ling Huang Sui           | Kyung Won Lee Hyo Jung Lee               |
| Gemengd dubbelspel | Nova Widianto Lilyana Natsir | Xie Zhongbo Zhang Yawen      | Daniel A Shirley Sara Runesten-Petersen  |
| Gemengd dubbelspel | Nova Widianto Lilyana Natsir | Xie Zhongbo Zhang Yawen      | Sudket Prapakamol Saralee Thoungthongkam |

## Medailletabel
China scoorde het beste tijdens het toernooi met 7 medailles waarvan 2 gouden. Ook Indonesië won 2 keer goud maar haalde 3 medailles minder dan de Chinezen. Voor het eerst haalden Duitsland, de Verenigde Staten en Nieuw-Zeeland een medaille.
| Plaats | Land             | Goud | Zilver | Brons | Totaal |
| 1      | China            | 2    | 4      | 1     | 7      |
| 2      | Indonesië        | 2    | 1      | 1     | 4      |
| 3      | Verenigde Staten | 1    | 0      | 0     | 1      |
| 4      | Maleisië         | 0    | 0      | 2     | 2      |
| 5      | Denemarken       | 0    | 0      | 1     | 1      |
| 5      | Duitsland        | 0    | 0      | 1     | 1      |
| 5      | Zuid-Korea       | 0    | 0      | 1     | 1      |
| 5      | Nieuw-Zeeland    | 0    | 0      | 1     | 1      |
| 5      | Thailand         | 0    | 0      | 1     | 1      |
| 5      | Chinees Taipei   | 0    | 0      | 1     | 1      |
| Totaal | Totaal           | 5    | 5      | 10    | 20     |

Malmö 1977 · 
Jakarta 1980 · 
Kopenhagen 1983 · 
Calgary 1985 · 
Peking 1987 · 
Jakarta 1989 · 
Kopenhagen 1991 · 
Birmingham 1993 · 
Lausanne 1995 · 
Glasgow 1997 · 
Kopenhagen 1999 · 
Sevilla 2001 · 
Birmingham 2003 · 
Anaheim 2005 · 
Madrid 2006 · 
Kuala Lumpur 2007 · 
New Delhi 2009 · 
Parijs 2010 · 
Londen 2011 ·
Guangzhou 2013 ·
Kopenhagen 2014 ·
Jakarta 2015 ·
Glasgow 2017 · 

Nanjing 2018 ·
Bazel 2019 ·
Huelva 2021 ·
Tokio 2022 ·
Kopenhagen 2023